# Angster (családnév)
Az Angster régi német családnév, amely tulajdonságnév lehet. A latin Angustus (keskeny) szóból eredhet.

## Híres Angster nevű személyek
- Angster Emil (1874–1939) orgonaépítő
- Angster Erzsébet (1953) informatikus, főiskolai docens
- Angster Jeromos (1739–1781) ferences rendi szerzetes
- Angster József (1834–1918) orgonakészítő mester
- Angster József (1917–2012) orgonakészítő, gépészmérnök
- Angster Mária (?) pszichoterapeuta, klinikai gyermek-szakpszichológus